# Werner Kiem
Werner Kiem (Bolzano, 30 novembre 1962) è un dirigente sportivo ed ex biatleta italiano.

## Biografia

### Carriera sciistica
In Coppa del Mondo ha esordito nel 1984 nell'individuale di Falun, chiuso al 44º posto, e ha conquistato il suo miglior risultato nel 1989 nella staffetta di Ruhpolding (4°).
Ha raggiunto l'apice della carriera in occasione dei XV Giochi olimpici invernali di Calgary 1988, dove vinse il bronzo nella staffetta con Gottlieb Taschler, Johann Passler e Andreas Zingerle.
In carriera vanta anche un altro bronzo, sempre ottenuto in staffetta, ai Mondiali di Oslo 1986, con gli stessi compagni di Calgary.

### Carriera dirigenziale
Dopo il ritiro divenne presidente dell'A.S. Dilettantistica Laces Raiffeisen e vicepresidente della Federazione Internazionale Slittino. In qualità di presidente del comitato organizzatore ha gestito i Campionati mondiali di slittino su pista naturale del 2005 tenutisi sempre a Laces.

## Palmarès

### Olimpiadi
- 1 medaglia:
  - 1 bronzo (staffetta a Calgary 1988)

### Mondiali
- 1 medaglia:
  - 1 bronzo (staffetta a Oslo Holmenkollen 1986)

### Campionati italiani
- 2 medaglie[2]:
  - 1 oro (sprint nel 1986)
  - 1 argento (sprint nel 1987)